# 襟川恵子
襟川 恵子（えりかわ けいこ、1949年1月3日 - ）は、日本の実業家、ゲームデザイナー。株式会社コーエーテクモホールディングス代表取締役会長。ソフトバンクグループ社外取締役。投資家。神奈川県横浜市出身。夫の襟川陽一は同社社長。夫との間に2子あり、長女の襟川芽衣は同社取締役、次女の襟川亜衣は株式会社光優ホールディングス（襟川家の資産管理会社）監査役。

## 概略
コーエーでは、ゲームデザイナーであり職人気質の夫に対し、総務・経理・人事に目を配り、また他社との交渉の多くを担ってきた。
コーエーテクモゲームスの開発チーム“ルビーパーティー”を立ち上げ、女性向けゲームのシリーズ、ネオロマンスゲームの生みの親でもある。
横浜市港北区のコーエーテクモホールディングス本社内にアート作品が展示されているのは、襟川が美大出身であるためだという。
祖母の手ほどきにより株式投資を高校生の頃より始め、2020年時点で約1200億円の運用資金を回す投資家としても知られる。
コーエーテクモホールディングスが過去最高益を叩き出した「令和3年3月期決算短信」によれば、同社の利益の38%が株式の運用益とされる。もっとも、襟川自身は「これまで会社に株取引専門の部署は設けていませんし、指南役をつけたことも一度もありません。」と述べている。また夫とともにコーエーを創業した際、夫は家業の染物問屋を廃業したばかりで資金がなく、資金は自身が保有する土地を担保にして捻出し、仕事中もラジオをつけっぱなしにして仕手戦を繰り広げていた。このときの経験が大きな影響を与えたとしている。2025年4月にはコーエーテクモのファイナンス機能を集約したコーエーテクモコーポレートファイナンスが設立されたのに伴い、同社の代表に就任している。

## 人物

### 幼少期から大学卒業まで
1949年、横浜市にて生まれる。もともと母親に甘えるのが好きだったが、小学2年生の時に歯科医だった父親の急逝に伴い、「自分のことは自分で考えて決める」と考えるようになった。
その後、母親に連れられて横浜から群馬県にある祖父の別荘へ引っ越し、小学6年生の時までそこで過ごした後、再び横浜へ戻る。
美大に通う知人から聞いたキャンパスライフへのあこがれがきっかけで多摩美術大学に入学するが、大学2年生の時に学生運動が起こり、授業が成り立たなくなる。そこで、襟川は百貨店向けのPOPや子供向けテレビ番組向けのイラスト制作、そしてディスプレーの図面引きといったアルバイトで生計を立てる。のちにこの経験がコーエーでの業務に役立つ。
そして襟川は1971年に多摩美術大学を卒業する。

### 光栄設立・ゲーム業界への参戦
1978年、2児の母となっていた襟川は夫の陽一とともに、彼の家業である染料問屋を立て直す目的で光栄を設立する。
1980年、夫の30歳の誕生日プレゼントとしてパソコンを贈る。
これがきっかけで、光栄はゲーム会社「コーエー」へと転身していく。
この当時、コンピューターソフトの卸価格が「定価の20~30%」が業界の慣習だったのに対し、襟川は「定価の55%」を強く主張し、問屋との軋轢を生んだ。しかし襟川は「55%でも構わないというところが1社でも出れば、その会社からお店は仕入れるしかない。他の流通は得意先を取られるのでうちと取引せざるを得ない」と強気の交渉を行い、結局55%を受け入れる会社が現れたことで一律55%で卸すことに成功した。夫の作ったゲームの品質に自信があったが故の強気の作戦である。このとき襟川に最後まで抵抗したのが孫正義率いる日本ソフトバンクであったが、孫も最終的には55%を受け入れた。これ以前、孫が創業したころからの取引相手であり、孫と襟川は長く交流がある。襟川は孫のことを親しみを込めて「孫ちゃん」と呼ぶ。孫は襟川をソフトバンクグループの社外取締役に迎えた際の株主総会において、襟川のことを「大変な経営眼で、私の尊敬する経営者、起業家の一人だ」と評した。

### 女性向けゲームの開発
また、襟川は1980年代から、自社も含めてコンピュータゲームのゲームの業界において戦争ものやシューティングゲームが席巻していることや、ゲームのプレイヤーが男性を占めていることを疑問視し、女性向けのゲームを作るべきだと考えていた。そこで彼女は10年をかけて、女性プログラマの採用や、女性が働きやすい環境づくりを整えていき、1994年に『アンジェリーク』を発売する。発売後、「女性向けゲーム」という新しいジャンルに少しずつ注目が集まり、最終的には女性のファンの獲得につながり、出演声優によるイベントも人気を博した。

## 略歴
- 1971年 - 多摩美術大学 美術学部デザイン科卒業
- 1978年 - 夫とともに(株)光栄（現・コーエーテクモゲームス）を設立、専務取締役
- 1986年-  ソフトウェア法的保護監視機構 初代代表
- 1989年 - 日本シミュレーション&ゲーミング学会発起人、理事（現任）
- 1994年 - 公益財団法人 科学技術融合振興財団 理事（現任）
- 1995年 - (社)マルチメディア・タイトル制作者連盟 理事（現　(一社)デジタルメディア協会）
- 1998年 - (社)日本パーソナルコンピュータソフトウェア協会 副会長（現：(一社)コンピュータソフトウェア協会）
- 1998年 - (社)コンピュータエンターテインメントソフトウェア協会 常任理事 現：(一社)コンピュータエンターテインメント協会）
- 1999年 - (株)コーエー 代表取締役社長
- 1999年 - 内閣官房新千年紀記念行事懇話会 構成員
- 2001年 - (株)コーエー 代表取締役会長
- 2001年 - KOEI CORPORATION（米国サンフランシスコ） Chairman & CEO
- 2002年 - 天津光栄軟件有限公司（中国天津市とのソフトウェア合弁会社） 董事長
- 2002年 - 北京光栄軟件有限公司（中国北京） 董事長
- 2006年 - (株)コーエー　ファウンダー取締役名誉会長
- 2006年 - (社)日本経済団体連合会 評議員（現任）（現：(一社)日本経済団体連合会 審議員）
- 2007年 - (一社)デジタルメディア協会　理事長（現任）
- 2008年 - (一社)インターネット・コンテンツ審査監視機構 代表理事代行（現任）
- 2009年 - 総務省情報通信審議会 専門委員
- 2009年 - コーエーテクモホールディングス(株)設立、取締役（現：(株)コーエーテクモホールディングス）
- 2009年 - コーエーテクモホールディングス(株) 取締役名誉会長
- 2013年 - コーエーテクモホールディングス(株) 代表取締役会長（現任）
- 2013年 - (一社)コンピュータソフトウェア著作権協会 理事（現任）
- 2021年 - ソフトバンクグループ社外取締役[1]
- 2025年 - (株)コーエーテクモコーポレートファイナンス代表取締役社長（現任）、(株)コーエーテクモホールディングス取締役名誉会長（6月予定）[15]

## 受賞歴
- 2002年 - 総務省大臣官房管理室・インターネット文化振興協会 貢献感謝状
- 2003年 - 経済産業大臣表彰（経済産業省「情報化月間推進会議」）
- 2003年 - 「The Wall Street Journal Online」および「Far Eastern Economic Review誌」において「日本を直せる人々」10人の一人として紹介
- 2004年 - (一社)日本ソムリエ協会 ソムリエ・ドヌール（名誉ソムリエ）
- 2013年 - 総務大臣表彰（総務省平成25年度 電波の日・情報通信月間 記念中央式典）
- 2015年 - 平成27年秋の褒章にて藍綬褒章受章